# Ponte d’Arbia
Ponte d’Arbia ist ein Ortsteil (Fraktion, italienisch frazione) von Monteroni d’Arbia und Buonconvento in der Provinz Siena, Region Toskana in Italien.

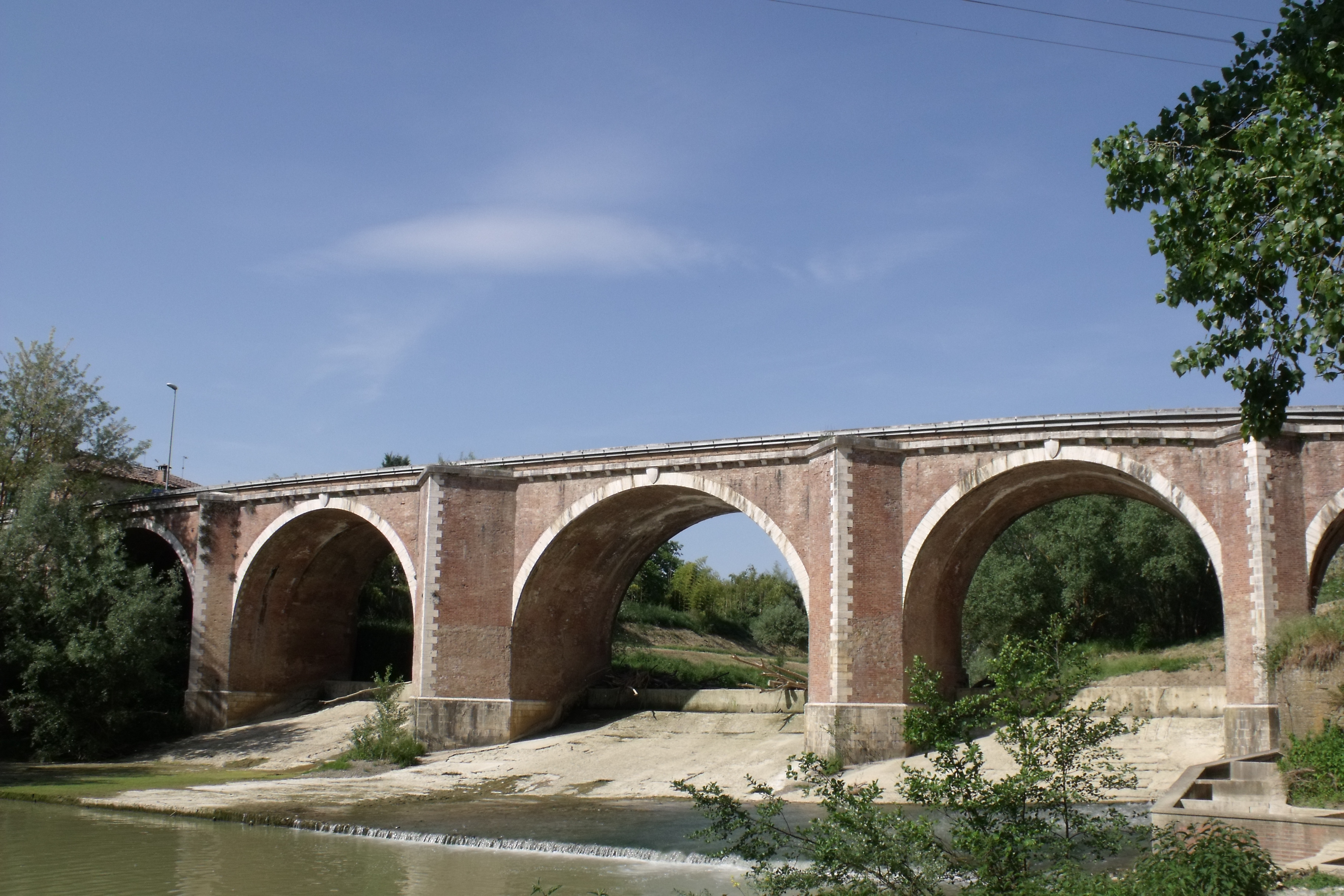
Der Fluss Arbia mit der Brücke Ponte d’Arbia in Ponte d’Arbia

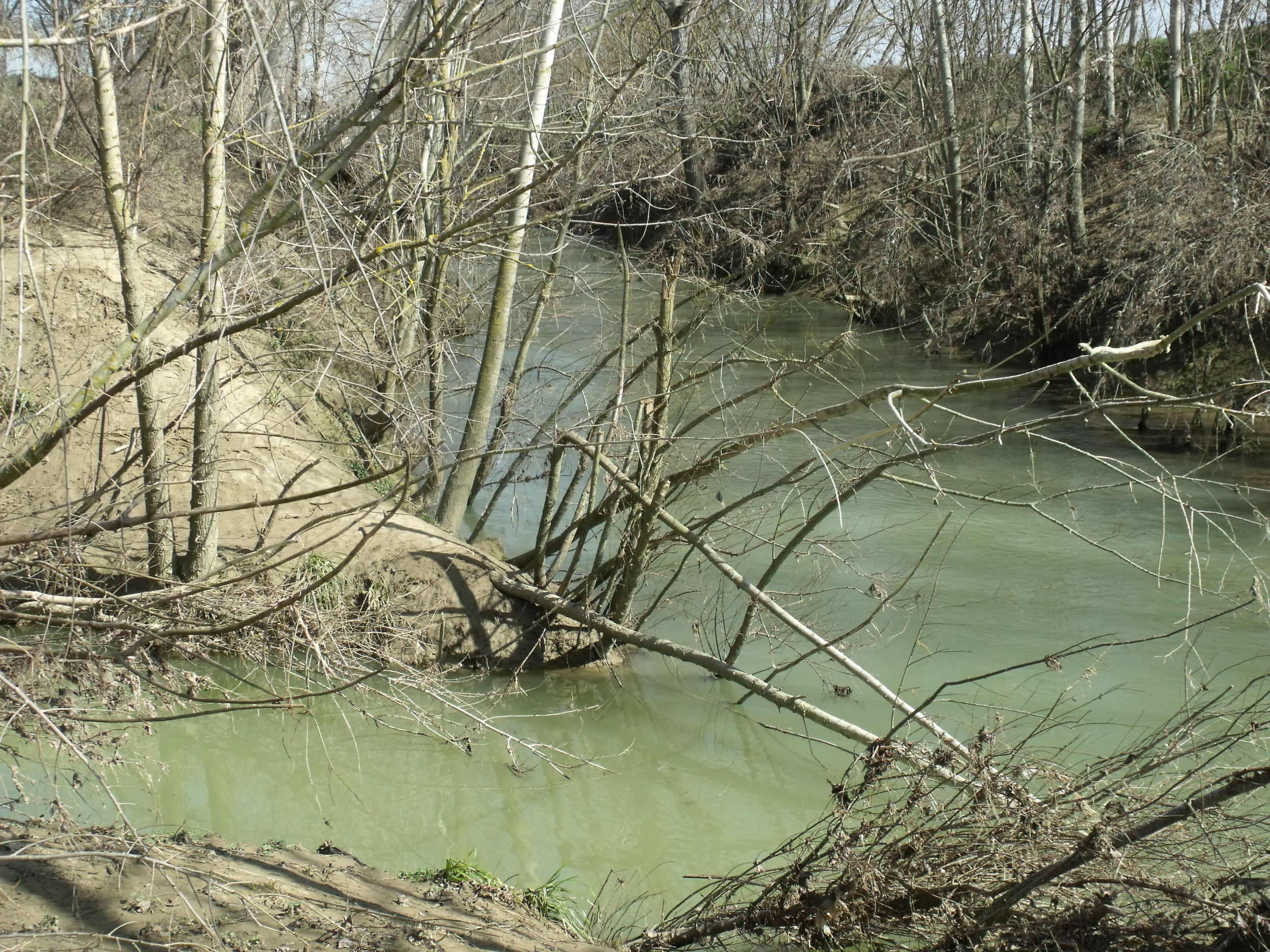
Der Zufluss des Sorra (links) in den Arbia (rechts) in Ponte d’Arbia, südlich der Brücke

## Geografie
Der Ort liegt 8 km südlich des Hauptortes Monteroni d’Arbia, 3 km nördlich von Buonconvento und 25 km südöstlich der Provinzhauptstadt Siena. Der Ort liegt an den Flüssen Arbia und Sorra in der Landschaft Crete Senesi bei 151 m an der Via Francigena und der Via Cassia. Er ist der südlichste Ortsteil von Monteroni, hier lebten 2001 ca. 450 Einwohner. Südlich der Brücke beginnt das Gemeindegebiet von Buonconvento. Hier befindet sich die alte Kapelle und die nicht mehr aktive Mühle. Der Teil, der zu Buonconvento gehört, liegt bei 149 m und hat ca. 25 Einwohner.

## Geschichte
Der Ort war im Mittelalter unter dem Namen Borgo d’Arbia bekannt und unterhielt im 13. Jahrhundert Mühlen für Santa Maria della Scala. Hauptsächlich bekannt wurde er durch seine Lage an der Via Francigena und dem Tod von Heinrich VII. 1313 in unmittelbarer Nähe. Der Sterbeort liegt bei Serravalle, das heute zur Gemeinde Buonconvento gehört. Die erste Brücke über den Arbia entstand 1388 durch die Regierung in Siena und wurde 1656 durch Matteo de’ Medici (auch Mattias de’ Medici genannt, * 9. April 1613; † 14. Oktober 1667, Sohn der Maria Magdalena von Österreich und Cosimo II. de’ Medici) erneuert. 1969 entstand die Kirche Chiesa della Santa Famiglia, die im nördlichen Teil der Seite von Monteroni d’Arbia an der Straße nach Lucignano d’Arbia liegt.